# Мещеряков, Константин Алексеевич
Константин Алексеевич Мещеряков — мастер спорта международного класса по автоспорту, многократный чемпион России по автоспорту, обладатель Кубка мира по автоспорту.

## Достижения
- 1 место — Баха «Золотая осень 2007» категории Т2.
- 1 место — Абсолютный зачёт 5 этап Кубка России по ралли-рейдам «Осенний штурм» 2004.
- 1 место — 3-й этап Чемпионата России по ралли-рейдам «Норд-Вест» 2005.
- 1 место — Чемпионат России по ралли-рейдам «Маршрут 1000» 2007.
- Сильнейший спортсмен МГО РОСТО «ДОСААФ» 2007 года.
- Чемпион России 2007 года по автоспорту.
- Участник ралли-марафона Париж-Дакар 2007 года[2].
- 1 место — 4-й этап Кубка России 2008 по ралли-рейдам Т1 супер продакшн.
- 1 место — Шестая международная Баха «Санкт-Петербург — Северный Лес», 1-й этап Чемпионата России 2008.
- 1 место — Чемпионат России по ралли-рейдам 2009 «Хазарские степи».
- 1 место — Кубок России по ралли-рейдам «Партизан» 2009, абсолютный зачёт.
- Чемпион России 2009 года по автоспорту, категория Production[3].
- Призёр ралли-марафона «Шёлковый путь» 2009 года.